# Michał Woysym-Antoniewicz
Michał Jerzy Woysym-Antoniewicz (ur. 7 lipca 1897 w Krakowie, zm. 12 grudnia 1989 w Austin) – major kawalerii Wojska Polskiego, srebrny i brązowy medalista olimpijski w jeździectwie.

## Życiorys
Urodził się w rodzinie Wacława i Ewy z d. Ostoja. Od 13 roku życia należał do Towarzystwa Gimnastycznego „Sokół” w Krakowie. Latem 1914. po wybuchu I wojny światowej, wstąpił do 2 pułku Ułanów Legionów Polskich. Wykorzystując przerwy w służbie wojskowej, ukończył III Państwowe Gimnazjum im. Króla Jana Sobieskiego w Krakowie, 6 września 1916 zdał maturę w „terminie przyspieszonym”. W roku akademickim 1917/18 rozpoczął studia na Wydziale Prawa UJ. Po kryzysie przysięgowym (w lipcu 1917) służył w Polskim Korpusie Posiłkowym. Po bitwie pod Rarańczą internowany w Száldobos i Synowódzku.
Od listopada 1918 służył w Wojsku Polskim. Był oficerem w 2 pułku Szwoleżerów Rokitniańskich (1918–1924). Brał udział m.in. w wyprawie kijowskiej. W latach 1924–1934 był instruktorem i szefem nauki jazdy (ekwitacji) w Centrum Wyszkolenia Kawalerii w Grudziądzu. 2 grudnia 1930 został mianowany majorem ze starszeństwem z 1 stycznia 1931 i 14. lokatą w korpusie oficerów kawalerii. Od października 1935 pełnił służbę na stanowisku rejonowego inspektora koni w Tarnowie.
Na Igrzyskach Olimpijskich w 1928 r. w Amsterdamie startował w dwóch konkurencjach jeździeckich: we wszechstronnym konkursie konia wierzchowego i w konkursie skoków. W WKKW, na klaczy Moja Miła zajął indywidualnie 19. miejsce (był najlepszy z Polaków), ale wraz z Józefem Trenkwaldem (25. miejsce) i Karolem Rómmelem (26. miejsce) zdobył brązowy medal. Polska drużyna zawdzięczała ten medal faktowi, że bardzo trudnej trasy crossu nie ukończyło aż 18 zawodników, a tylko trzy zespoły, Holandia, Norwegia i Polska, ukończyły go w komplecie i zajęły w ten sposób miejsca na podium.
W konkursie skoków Michał Woysym-Antoniewicz na koniu Readgledt zajął  20. miejsce. Jednak drużynowo (wyniki drużynowe ustalono poprzez zsumowanie wyników indywidualnych z tego samego konkursu) wraz z Kazimierzem Gzowskim (4. miejsce indywidualnie) i Kazimierzem Szoslandem (13. miejsce) zdobył srebrny medal. Stał się więc pierwszym polskim sportowcem, który zdobył dwa medale olimpijskie.
Czterokrotnie uczestniczył w prestiżowym Pucharze Narodów, odnosząc 2 zwycięstwa (1927 Nowy Jork na koniu Readgledcie, 1928 Warszawa na koniu Banzaj). Podczas jednego z treningów uległ wypadkowi. Został przygnieciony przez konia (został operowany – po usunięciu płuca startował z jednym). Był uczestnikiem wojny obronnej 1939. Po 17 września 1939 przeszedł na Węgry, gdzie przebywał do marca 1944. Po wkroczeniu wojsk niemieckich do końca wojny był jeńcem oflagów w Kaiserslautern, Luckenwalde i Genshagen.
Po wojnie na emigracji w Wlk. Brytanii, następnie zamieszkał na stałe w USA, pracując jako trener – koordynator. W 1956 był trenerem jeździeckiej reprezentacji USA podczas Igrzysk Olimpijskich w Melbourne.
Od 1932 żonaty z Zofią Julianną Brengosz, miał jednego syna – Piotra Jana (ur. 1936).
Zmarł w Austin. Pochowany w Forest Hill Memorial Park Lexington, Davidson County.

## Ordery i odznaczenia
- Krzyż Niepodległości (6 czerwca 1931)[6]
- Krzyż Walecznych (trzykrotnie)
- Złoty Krzyż Zasługi (10 listopada 1938)[7][2]
- Srebrny Krzyż Zasługi (dwukrotnie: 16 września 1926[8], 17 stycznia 1928[9][10])
- niemiecka Odznaka Honorowa Olimpijska (1936)[11]
- łotewska Odznaka Pułku Kawalerii (przed 1937)[12]